# Lac Svitiaz
Le lac Svitiaz (en ukrainien : Сві́тязь ou Світязьке озеро, en biélorusse : возера Свіцязь, en polonais : Jezioro Świtaź, en russe : Озеро Свитязь,  Свитязское Озеро ou Свитязское) est le lac le plus profond et le deuxième plus grand d'Ukraine. Il est situé dans le nord-ouest du pays.
Le lac constitue un site touristique très fréquenté.

## Protection
Le lac fait partie du site Ramsar des lacs de Chatsk. Une partie du lac fait partie du parc naturel national Chatsk. Le lac est inclus dans la réserve de biosphère transfrontière de Polésie occidentale, reconnue par l'Unesco en 2012.